# Serdar Döndü
Serdar Döndü (* 26. Februar 1993 in Adana) ist ein türkischer Fußballspieler.

## Karriere

### Verein
Döndü begann mit dem Vereinsfußball in der Jugend von Adana Demirspor und erhielt hier im Sommer 2010 einen Profivertrag. Am Ende der Saison 2009/10 absolvierte er zwei Drittligaspiele für die Profimannschaft. Seither spielt er für die Reservemannschaft, wird aber auch im Profikader geführt um bei eventuellen Ausfällen eingesetzt zu werden.
Am Ende der Saison 2011/12 erreichte er mit seiner Mannschaft den Play-off-Sieg der TFF 2. Lig und damit den direkten Aufstieg in die TFF 1. Lig.

## Erfolg
- Adana Demirspor:
  - 2011/12 Play-off-Sieger der TFF 2. Lig
  - 2011/12 Aufstieg in die TFF 1. Lig